# Martin Eriksson
Erik Gustaf Martin Eriksson (né le 15 juin 1971 à Stockholm) est un athlète suédois spécialiste du saut à la perche. Affilié au Hässelby SK, il mesure 1,75 m pour 77 kg. Il est l’ancien détenteur du record de Suède du saut à la perche.

## Biographie

### Palmarès
| Date | Compétition                    | Lieu        | Résultat | Performance |
| ---- | ------------------------------ | ----------- | -------- | ----------- |
| 1996 | Championnats d'Europe en salle | Stockholm   | 5e       | 5,70 m (NR) |
| 1997 | Championnats du monde en salle | Paris-Bercy | 10e      | 5,55 m      |
| 1997 | Championnats du monde          | Athènes     | 9e       |             |
| 2000 | Championnats d'Europe en salle | Gand        | 2e       | 5,70 m      |
| 2001 | Championnats du monde          | Edmonton    | 12e      | 5,50 m      |

### Records
| Épreuve          | Performance | Lieu        | Date         |
| ---------------- | ----------- | ----------- | ------------ |
| Saut à la perche | 5,80 m      | Pietersburg | 18 mars 2000 |